# Hadamard-szorzat
A matematikában a Hadamard-szorzat, más néven Schur-szorzat vagy elemenkénti szorzat egy kétváltozós művelet, aminek tényezői azonos dimenziójú mátrixok. A szorzatban álló elemek a tényezők megfelelő elemeinek szorzatai. Nevét a francia Jacques Hadamard vagy a német Issai Schur matematikusok után kapta. Jelölése {\displaystyle \circ } szimbólummal történik.

## Definíció
Legyenek A és B ugyanolyan dimenziójú, m×n-es mátrixok. Ekkor A és B Hadamard-szorzata, A∘B is m×n-es mátrix, és
{\displaystyle (A\circ B)_{i,j}=(A)_{i,j}\cdot (B)_{i,j}}.
Kifejtve:
{\displaystyle A\circ B={\begin{pmatrix}a_{11}&a_{12}&\cdots &a_{1n}\\a_{21}&a_{22}&\cdots &a_{2n}\\\vdots &\vdots &\ddots &\vdots \\a_{m1}&a_{m2}&\cdots &a_{mn}\\\end{pmatrix}}\circ {\begin{pmatrix}b_{11}&b_{12}&\cdots &b_{1n}\\b_{21}&b_{22}&\cdots &b_{2n}\\\vdots &\vdots &\ddots &\vdots \\b_{m1}&b_{m2}&\cdots &b_{mn}\\\end{pmatrix}}={\begin{pmatrix}a_{11}\cdot b_{11}&a_{12}\cdot b_{12}&\cdots &a_{1n}\cdot b_{1n}\\a_{21}\cdot b_{21}&a_{22}\cdot b_{22}&\cdots &a_{2n}\cdot b_{2n}\\\vdots &\vdots &\ddots &\vdots \\a_{m1}\cdot b_{m1}&a_{m2}\cdot b_{m2}&\cdots &a_{mn}\cdot b_{mn}\\\end{pmatrix}}}

Nem azonos méretű mátrixokra a Hadamard-szorzást nem értelmezzük.

## Tulajdonságai
- Kommutatív (a közönséges mátrixszorzástól eltérően): {\displaystyle A\circ B=B\circ A,}
- Asszociatív: {\displaystyle A\circ (B\circ C)=(A\circ B)\circ C,}
- Disztributív a mátrixok összeadására: {\displaystyle A\circ (B+C)=A\circ B+A\circ C.}

- Identitásmátrixa az m×n-es mátrixok halmazán az az m×n-es mátrix, aminek minden eleme 1. Ez különbözik a szokásos identitásmátrixtól. Egy mátrix Hadamard-invertálható, ha egyik eleme sem nulla.[1]

- A {\displaystyle D_{x}} és a {\displaystyle D_{y}} átlós mátrixokra, és főátlójukra mint {\displaystyle x} és {\displaystyle y} vektorokra teljesül:[2]

{\displaystyle x^{*}(A\circ B)y=\mathrm {tr} (D_{x}^{*}AD_{y}B^{T})},
ahol {\displaystyle x^{*}} az {\displaystyle x} adjungáltja. Általában, csupa egy vektorokkal megmutatható, hogy a Hadamard-szorzat elemeinek összege egyenlő ABT nyomával. Négyzetes A és B mátrixok Hadamard-szorzatának sorösszege éppen az ABT főátlóján álló elemei:
{\displaystyle \sum _{j}(A\circ B)_{i,j}=(AB^{T})_{i,i}}.
- A Hadamard-szorzat a Kronecker-szorzat principális részmátrixa.

## Schur szorzástétele
Pozitív szemidefinit mátrixok Hadamard-szorzata is pozitív szemidefinit. Ez „Schur szorzástétele” néven ismert. Sőt, ha A és B pozitív szemidefinit, akkor
{\displaystyle \det(A\circ B)\geq \det(A)\det(B).\,}

## Programozási nyelvekben
A Hadamard-szorzást egyes programozási nyelvek beépítetten tartalmazzák. A MATLAB nyelvben a .* számítja. Fortranban és Mathematicában egyszerűen a * jelöli, míg a közönséges mátrixszorzat rendre a matmul függvénnyel, illetve . jellel számítható. Pythonban a sympy szimbolikus matematikai függvénytár tartalmazza, az array() adattípushoz kapcsolódóan, míg a közönséges mátrixszorzáshoz a mátrix (matrix)osztályt kell használni. A kettő között beépített konverziókkal lehet váltani. Az Eigen C++ függvénytár rendszere hasonló. R-ben a Hadamard-szorzat alapértelmezett, a mátrixszorzás a matrix.A%*%matrix.B alakban valósítható meg.

## Alkalmazása
A Hadamard-szorzatot veszteséges tömörítő algoritmusok használják, például a JPEG.